# Eucommia
Eucommia — це рід невеликих дерев, які зараз поширені в Китаї, а скам'янілі рештки поширені набагато ширше. Єдиний живий вид, Eucommia ulmoides, майже знаходиться під загрозою зникнення в дикій природі, але широко культивується в Китаї заради його кори та високо цінується в гербології, наприклад у традиційній китайській медицині.

## Опис
Сучасні дерева Eucommia виростають приблизно до 15 м у висоту. Листки опадні, розташовані почергово, прості яйцеподібні із загостреним кінчиком, довжиною 8–16 см, із зазубреним краєм. Якщо лист розірвати впоперек, нитки латексу виділяються з жилок листя і твердіють у гуму, утримуючи дві частини аркуша разом. Цвіте з березня по травень, квітки непоказні, дрібні, зеленуваті. Плоди дозрівають між червнем і листопадом і являють собою крилатку з одним насінням. Сучасні плоди мають 2–3 см в довжину і 1–2 см в ширину, тоді як плоди вимерлих видів досягають 21 міліметра в довжину.
Евкомія — дводомна, з окремими чоловічими і жіночими рослинами.

## Види
- Eucommia
  - †Eucommia constans(міоцен-пліоцен; Мексика)
  - †Eucommia eocenica(середній еоцен; затока Міссісіпі)
  - †Eucommia europaea (олігоцен; Європа)
  - †Eucommia jeffersonensis (останній еоцен; Орегон)
  - †Eucommia montana  (ранній-пізній еоцен; захід Північної Америки)
  - †Eucommia rolandii (ранній-середній еоцен; Міссісіпі та Британська Колумбія)
  - Eucommia ulmoides (сучасний вид, центрально-східний Китай)